# هاکوب آزاتیان
هاکوب نیکوغوسی آزاتیان (ارمنی: Հակոբ Նիկողոսի Ազատյան؛ زاده ۱۰ مارس ۱۹۰۲ - درگذشته ۲۱ مارس ۱۹۶۵) حکاک اهل ارمنستان بود.

## زندگی‌نامه
وی در ۱۰ مارس ۱۹۰۲ در ایغدیر (شهر) در به دنیا آمد . وی همچنین برنده جوایزی همچون نقاش شایسته ارمنستان شوروی شد. وی در ۲۱ مارس ۱۹۶۵ در سن ۶۳ سالگی در ایروان درگذشت.